# Planogamie
En botanique, la planogamie désigne une forme de fécondation où les gamètes mâles et femelles sont flagellés et mobiles. La planogamie peut être isogame comme chez les Chlamydomonas ou anisogame comme dans le cas de l’Ulva lactuca.